# 克魯赫洛奧澤爾卡
46°7′51″N 32°23′17″E / 46.13083°N 32.38806°E
克魯赫洛奧澤爾卡（烏克蘭語：Круглоозерка）是位於烏克蘭南部的村莊，由赫爾松州斯卡多夫斯克區的貝赫泰里市鎮負責管轄。該村始建於1822年，面積1.73平方公里，海拔高度5米，2001年人口1,368，人口密度每平方公里798.4人。